# مقبرة قارشي ياكا
مقبرة قارشي ياكا (بالتركية: Karşıyaka Mezarlığı)، هي مقبرة حديثة تقع في حي كارشياكا في منطقة يني ماهال في محافظة أنقرة، تركيا. تديرها بلدية العاصمة، وهي أكبر مقبرة في أنقرة. يرقد هنا العديد من الشخصيات البارزة من عالم السياسة والأعمال والرياضة والفنون.
في نهاية عام 1998، تم توسيع مساحة منطقة الدفن من 1707 ديكار (1.707 كيلومتر مربع؛ 0.659 ميل مربع) إلى 2890 ديكار (2.89 كيلومتر مربع؛ 1.12 ميل مربع) لتلبية احتياجات مقبرة المدينة حتى عام 2025.[1] في نهاية نوفمبر 2009، أفاد مدير مقابر المدينة أن هناك 260.000 قبر في مقبرة كارشياكا، وأن عدد الدفن في المقبرة يبلغ حوالي ألف شخص شهريًا مع اتجاه متزايد. وأضاف أنه "نظرًا لزيادة معدل الدفن، كان من المتوقع أن تصل المقبرة إلى سعتها القصوى بالفعل في عام 2010. ولهذا السبب من المتوقع إنشاء مقبرة أكبر بكثير". مقبرة كارشياكا هي أكبر مقبرة في أنقرة. يبلغ متوسط عدد الزوار ألفي زائر يوميًا.